# Cortex (musikgrupp)
Cortex var ett rockband från Göteborg som var aktivt till och från mellan 1980 och 1987. Frontfigur och enda ständiga medlemmen var Freddie Wadling. Även Anna-Lena Karlsson och Uno Wall var med en längre tid. Bandet är idag mest känt för låten ”The Freaks”, som finns med i filmen Tjenare kungen.

## Historik
Cortex bildades vintern 1980 av medlemmar från Liket Lever. Inledningsvis spelade de låtar som de tidigare spelat med Liket Lever, såsom ”Skuggorna kommer” och ”Jesus i betong”. Våren 1981 spelade Cortex in sitt Spinal Injuries, men det släpptes först två år senare. Därpå återfinns Cortex mest kända låt ”The Freaks”. Dessförinnan hade singeln Sleepwalking släppts hösten 1981.
I början av 1982 upplöstes den första upplagan av bandet och istället bildade Freddie Wadling en ny grupp med musiker från TT Reuter och Garbochock. Även cellisten Anna-Lena Karlsson blev då en permanent medlem. Den 3 september omkom basisten Peter Ivarss men trots detta spelade bandet in livealbumet Live at Urania samma höst.
Den tredje upplagan bildades våren 1984. I denna spelade bland andra Freddie Wadling, Anna-Lena Karlsson samt originaltrummisen Uno Wall vilka var de som spelade i Cortex under en längre tid och i fler än en upplaga. Som mest bestod denna upplaga av åtta personer, däribland fotografen Annika von Hausswollf. Den sista sättningen gav ut ett fullängdsalbum och två singlar. Våren 1987 spelade de in ännu ett album som inte hann ges ut då bandet upplöstes på grund av ett internt triangeldrama.

### Efter uppbrottet
1991 släppte Freddie Wadling albumet Picnic on a frozen river som bestod av demoinspelningar han gjort tillsammans med Cortex-medlemmar såsom Uno Wall, Anna-Lena Karlsson och Annica Blennerhed. I samband med Record Store Day 2015 återutgavs debutalbumet Spinal Injuries med en bonus-LP innehållandes överblivet material från inspelningarna 1981. Sommaren 2018 släpptes biografin Skuggorna kommer skriven av Linus Kuhlin. Samma år släpptes även EP:n 1987 med fyra låtar från det släppta albumet som Cortex spelade in 1987.

## Medlemmar
- Freddie Wadling – sång, kontrabas (1980 – 1987)
- Uno Wall – trummor (1980 – 1982, 1984 – 1987)
- Gerth Svensson – gitarr (1980 – 1982)
- Conny Jörnryd – slagverk (1980 – 1982)
- Michael Örtendahl – keyboard (1981 – 1982)
- Peter Strauss – trummor (1982 – 1983)
- Peter Ivarss – basgitarr, gitarr, kör (1982 – 1983)
- Mikael Vestergren – gitarr (1982 – 1983)
- Jean-Louis Huhta – slagverk, keyboards (1982 – 1984, 1986 – 1987)
- Anna-Lena Karlsson – cello, sång (1982 – 1987)
- Annika Blennerhed – gitarr (1984)
- Annika Söderholm (Annika von Hausswolff) – sång (1985 – 1987)
- Ola Andersson – gitarr (1984 – 1987)
- Pontus Lidgard – gitarr, kör (1984 – 1987)
- Fredrik Wegraeus – basgitarr (1986 – 1987)

## Diskografi

### Album
- 1983 – Spinal Injuries (Heartwork Records)
- 1986 – You can’t kill the Boogeyman (Radium 226.05)
- 1987 – Okänd titel (Radium 226.05)
- 2015 – Spinal Injuries/The Mannequins of Death, (dubbelalbum med tidigare outgivet material, Heartwork Records/MNW)

### Livealbum
- 1980 – Cortex och Glo (kassett)
- 1983 – Live at Urania (kassett)

### Singlar och EP
- 1981 – "Sleepwalking"/"Jesus i betong" (Heartwork Records)
- 1985 – "Shotgun Treatment"/"Dark Carnival" (Radium 226.05)
- 1986 – "Animals"/"Tears in the Rain" (Radium 226.05)
- 2018 – 1987 (Bengans)